# Heinrich Harrer

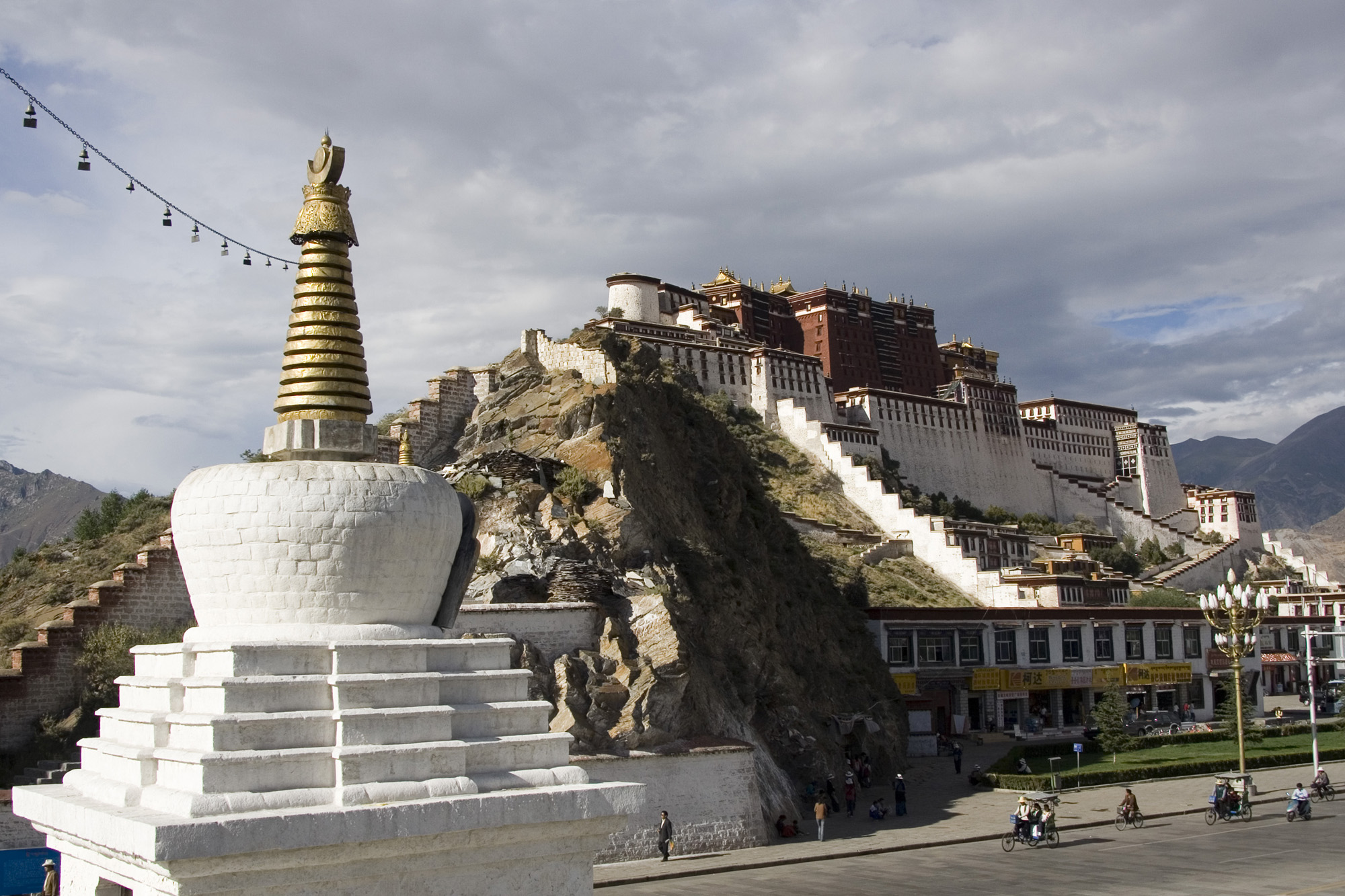
Potala palota, a dalai láma székhelye

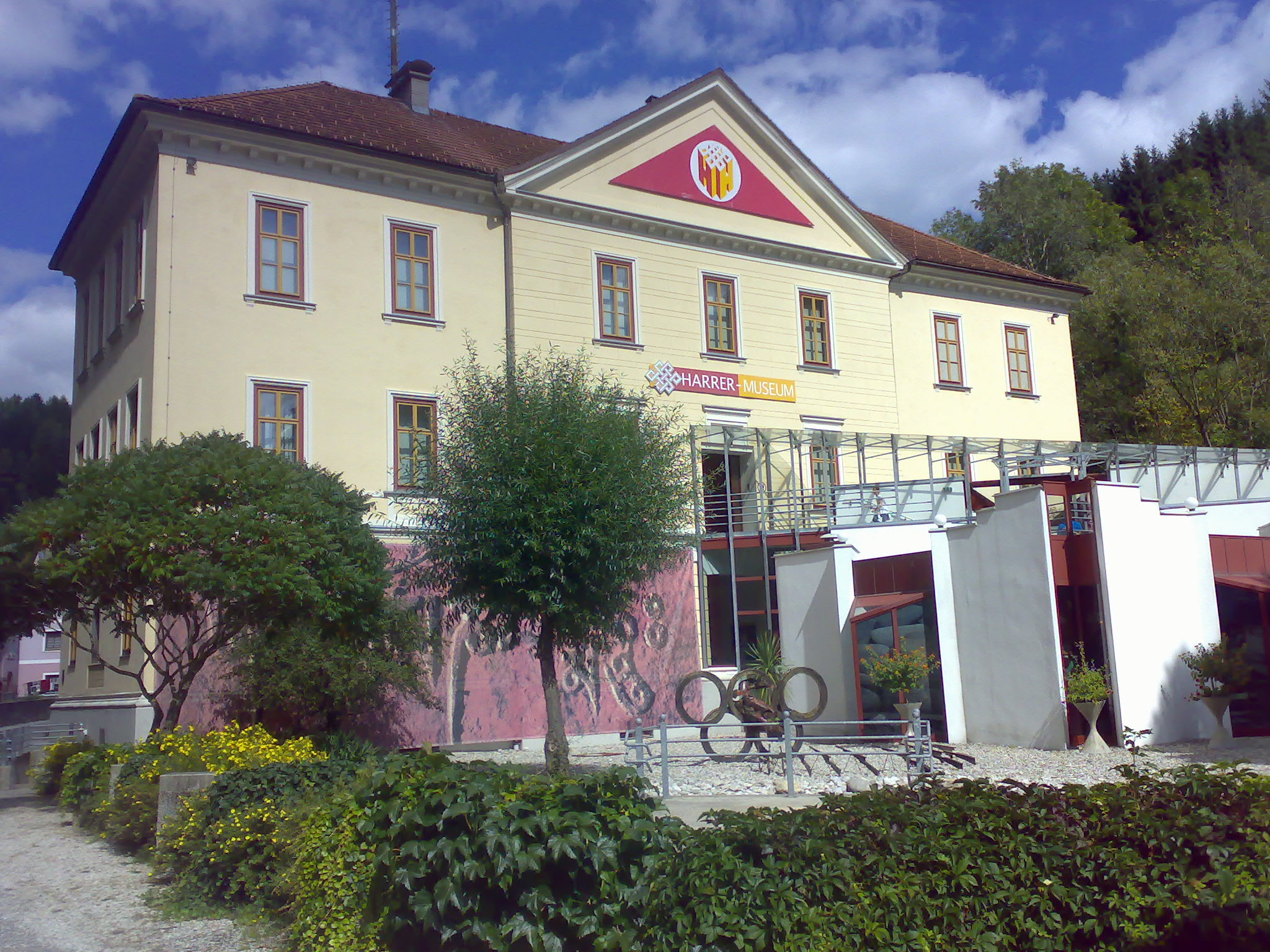
A hüttenbergi Heinrich Harrer Múzeum

Heinrich Harrer (Hüttenberg, 1912. július 6. – Friesach, 2006. január 7.) osztrák hegymászó, felfedező, író. Tagja volt annak a négytagú csapatnak, amely 1938-ban először mászta meg az Alpok Eiger nevű hegyének északi falát. Hírnevét főleg a Tibetben eltöltött hét évről szóló könyve, illetve az abból készült film hozta meg számára.

## Életpályája
Az ausztriai Karintiában született. 1933 és 1938 között földrajzot tanult a gráci egyetemen. 1933-ban belépett a náci pártba,  az SS-nek is tagja volt (ezt az elhatározását később fiatalkori tévedésének tartotta), de egyébként nem folytatott politikai tevékenységet.
1938-ban részt vett abban a hegymászó csoportban, amelynek először sikerült meghódítania a Berni-Alpokban lévő Eiger hegy északi falát, az ún. halálfalat. Ezt a sikert az akkori német hatalom propagandacélokra használta. 1939-ben ugyancsak egy négyszemélyes csapat tagjaként, amelynek vezetője Peter Aufschnaiter volt, elindult Indiába megvizsgálni a Himalája egyik nyolcezres csúcsának, a Nanga Parbatnak a meghódítási lehetőségét. Már Karacsiban várakoztak a visszatérésre, amikor kitört a második világháború, és őket az angol hatóságok, mint ellenséges hatalom állampolgárait, fogolytáborba küldték. 
Többszöri próbálkozás után, 1944-ben végre sikerült megszökniük, és Peter Aufschnaiterrel együtt majdnem kétévi bujdosás és gyaloglás után eljutottak az akkor még független Tibet fővárosába, Lhászába. Itt Harrer munkát kapott, kamatoztatta földrajzi ismereteit, térképeket készített, és az akkor tizenéves dalai láma egyik tanítója lett. Miután 1950-ben a kínai hadsereg lerohanta Tibetet, Harrer 1951-ben visszatért Európába, és megírta kalandos útjának a történetét. A könyvet több mint félszáz nyelvre lefordították, és film is készült belőle. 
Több expedícióban vett részt, és több dokumentumfilmet készített. 1983-ban ismét ellátogatott a megszállt Tibetbe, amelyről könyvet írt. Az 1959-ben Tibetből elmenekülni kényszerült dalai lámával haláláig tartotta a kapcsolatot.

## Könyvei (válogatás)
- Sieben Jahre in Tibet. Mein Leben am Hofe des Dalai Lama. Ullstein, Wien 1952. (Ullstein, 2006, ISBN 3-548-35753-9), magyarul: Hét év Tibetben. Életem a Dalai Láma udvarában, 1998, 2005, 2010, filmen: Hét év Tibetben
- Die Lust am großen Abenteuer, 1968
- Impressionen aus Tibet. Gerettete Schätze, 1974
- Die letzten Fünfhundert. Expedition zu den Zwergvölkern auf den Andamanen. Ullstein, Berlin, 1977, ISBN 3-550-06574-4
- Ich komme aus der Steinzeit. Ewiges Eis im Dschungel der Südsee. Fischer, Frankfurt am Main, 1978, ISBN 3-596-23506-5
- Die Götter sollen siegen. Wiedersehen mit Nepal, 1978
- Die letzten Paradiese der Menschheit. Abenteuerliche Reisen zu den vergessenen Völkern,1979
- Unter Papuas. Mensch und Kultur seit ihrer Steinzeit, 1979
- Geheimnis Afrika. Pinguin-Verlag, Innsbruck, 1979, ISBN 3-524-76027-9
- Huka-Huka. Bei den Xingu-Indianern im Amazonasgebiet. Ullstein, Frankfurt am Main, 1979, ISBN 3-548-32013-9
- Der Himalaya blüht. Blumen und Menschen in den Ländern des Himalaya. Pinguin, Innsbruck, 1980, ISBN 3-524-76031-7
- Unter Papuas. Mensch und Kultur seit ihrer Steinzeit. Fischer, Frankfurt am Main, 1980, ISBN 3-596-23508-1
- Rinpotsche von Ladakh. Pinguin-Verlag, Pinguin 1981, Innsbruck, 1981, ISBN 3-7016-2102-0
- Die letzten Fünfhundert. Expeditionen zu den Zwergvölkern auf den Andamanen. Ullstein, Frankfurt am Main, 1983, ISBN 3-550-06574-4
- Meine Forschungsreisen. Pinguin, Innsbruck, 1986, ISBN 3-7016-2242-6
- Borneo. Mensch und Kultur seit ihrer Steinzeit. Pinguin, Innsbruck, 1988, ISBN 3-7016-2294-9
- Ladakh. Götter und Menschen hinter dem Himalaya. Ullstein, Frankfurt am Main, 1988, ISBN 3-548-32016-3
- Das Buch vom Eiger. Pinguin, Innsbruck / Umschau, Frankfurt am Main, 1988, ISBN 3-7016-2290-6
- Unterwegs. Handbuch für Reisende. Unter Mitarbeit von Axel Thorer und K. R. Walddorf. Brockhaus, Wiesbaden, 1988, ISBN 3-7653-0318-6
- Abenteuerreisen zu vergessenen Völkern. Die letzten Paradiese der Menschheit. 1990
- Tibet und seine Medizin – 2500 Jahre Heilkunst. 1992, ISBN 3-7016-2395-3
- Erinnerungen an Tibet. Ullstein, Frankfurt am Main, 1993, ISBN 3-550-06813-1
- Geister und Dämonen. Magische Erlebnisse in fremden Ländern. Ullstein, Frankfurt am Main, 1993, ISBN 3-548-35336-3
- Das alte Lhasa. Bilder aus Tibet. Ullstein, Berlin, 1997, ISBN 3-550-08435-8
- Wiedersehen mit Tibet. Ullstein, Frankfurt am Main, 1997, ISBN 3-548-35666-4, magyarul: Visszatérés Tibetbe, 2006
- Die Weiße Spinne. Das große Buch vom Eiger. Ullstein, München, 2001, ISBN 3-548-36229-X, magyarul: A fehér pók, 2003
- Mein Leben. Ullstein, München, 2002, ISBN 3-550-07524-3
- Denk ich an Bhutan. Herbig, München, 2005, ISBN 3-7766-2439-6

## Magyarul
- Hét év Tibetben. Életem a Dalai Láma udvarában; ford. Hensch Aladár, átdolg. Hendrey Tibor et al.; Bodhiszattva, Bp., 1998
- A fehér Pók. Az Eiger krónikája; ford. Balázs István; Park, Bp., 2003
- Visszatérés Tibetbe; ford. Horváth Sára; Cartaphilus, Bp., 2006
- Hét év Tibetben; ford. Hensch Aladár, ford. átdolg. Hendrey Tibor, Kéthely Anna, Lukácsi Margit; jav. kiad.; Cartaphilus, Bp., 2005

## Emlékezete
1982-ben szülővárosában emlékmúzeumot avattak a dalai láma jelenlétében. A múzeum felfedező útjait és azoknak a tárgyait mutatja be a közönségnek.

## Fordítás
- Ez a szócikk részben vagy egészben  a   Heinrich Harrer című német Wikipédia-szócikk fordításán alapul.  Az eredeti cikk szerkesztőit annak laptörténete sorolja fel. Ez a jelzés csupán a megfogalmazás eredetét és a szerzői jogokat jelzi, nem szolgál a cikkben szereplő információk forrásmegjelöléseként.